# Sainte-Colombe, Rhône
Sainte-Colombe-lès-Vienne este o comună în departamentul Rhône din sud-estul Franței. În 2009 avea o populație de 1.917 de locuitori.

## Evoluția populației
| An        | 1975  | 1982  | 1990  | 1999  | 2006  | 2009  |
| --------- | ----- | ----- | ----- | ----- | ----- | ----- |
| Populație | 1.722 | 1.580 | 1.560 | 1.808 | 1.911 | 1.917 |